# Iron Fist (album)
| Recensione             | Giudizio |
| ---------------------- | -------- |
| AllMusic               |          |
| Rolling Stone          |          |
| Encyclopaedia Metallum | 84/100   |

Iron Fist è il quinto album in studio dei Motörhead, pubblicato nel 1982 dall'etichetta Bronze Records.

## Il disco
È l'ultimo con "Fast" Eddie Clarke alla chitarra, che infatti lascerà la band durante il loro secondo tour statunitense, a causa di conflitti con Lemmy. Dopo il suo addio, la band reclutò Brian Robertson per concludere i tour e in seguito per registrare l'album del 1983 Another Perfect Day.
L'album ha raggiunto la posizione numero 6 nelle classifiche britanniche, malgrado Lemmy abbia considerato alcune tracce non adatte ad essere pubblicate a causa della qualità del suono.
Il singolo pubblicato è stato Iron Fist, anche se in Spagna è uscito un altro singolo dal titolo Go to Hell (Vete al infierno).

## Tracce
Tutte le tracce sono composte da Lemmy Kilmister, Phil Taylor e Eddie Clarke
1. Iron Fist - 2:55
2. Heart of Stone - 3:04
3. I'm the Doctor - 2:43
4. Go to Hell - 3:10
5. Loser - 3:57
6. Sex and Outrage - 2:10
7. America - 3:38
8. Shut It Down - 2:41
9. Speedfreak - 3:28
10. (Don't Let 'Em) Grind Ya Down - 3:08
11. (Don't Need) Religion - 2:43
12. Bang to Rights - 2:43

### Bonus tracks (edizione rimasterizzata)
- 13. Remember Me, I'm Gone - 2:18
- 14. (Don't Let 'Em) Grind Ya Down - 3:09
- 15. Lemmy Goes to the Pub - 3:02
- 16. Same Old Song, I'm Gone - 2:20
- 17. Young and Crazy (strumentale) - 2:12

## Formazione
Musicisti
- Lemmy Kilmister - basso, voce
- "Fast" Eddie Clarke - chitarra
- Phil "Philty Animal" Taylor - batteria

Produzione
- Copertina, artwork e fotografia di Alan Ballard e Martin Poole
- Evil Red Neck (Will Reid) - Produttore
- Eddie Clarke - Produttore
- Mick Stevenson - Fotografia
- Registrato dal 1º febbraio al 1º marzo 1982 ai Morgan Studios, eccetto "Iron Fist" e "Shut It Down", registrate dal 26 al 28 gennaio 1982 ai Ramport Studios, Regno Unito

## Posizioni in classifica
Album - Billboard (Nord America)
| Anno | Classifica | Posizione |
| ---- | ---------- | --------- |
| 1982 | Pop Albums | 174       |